# Àrea de lliure comerç

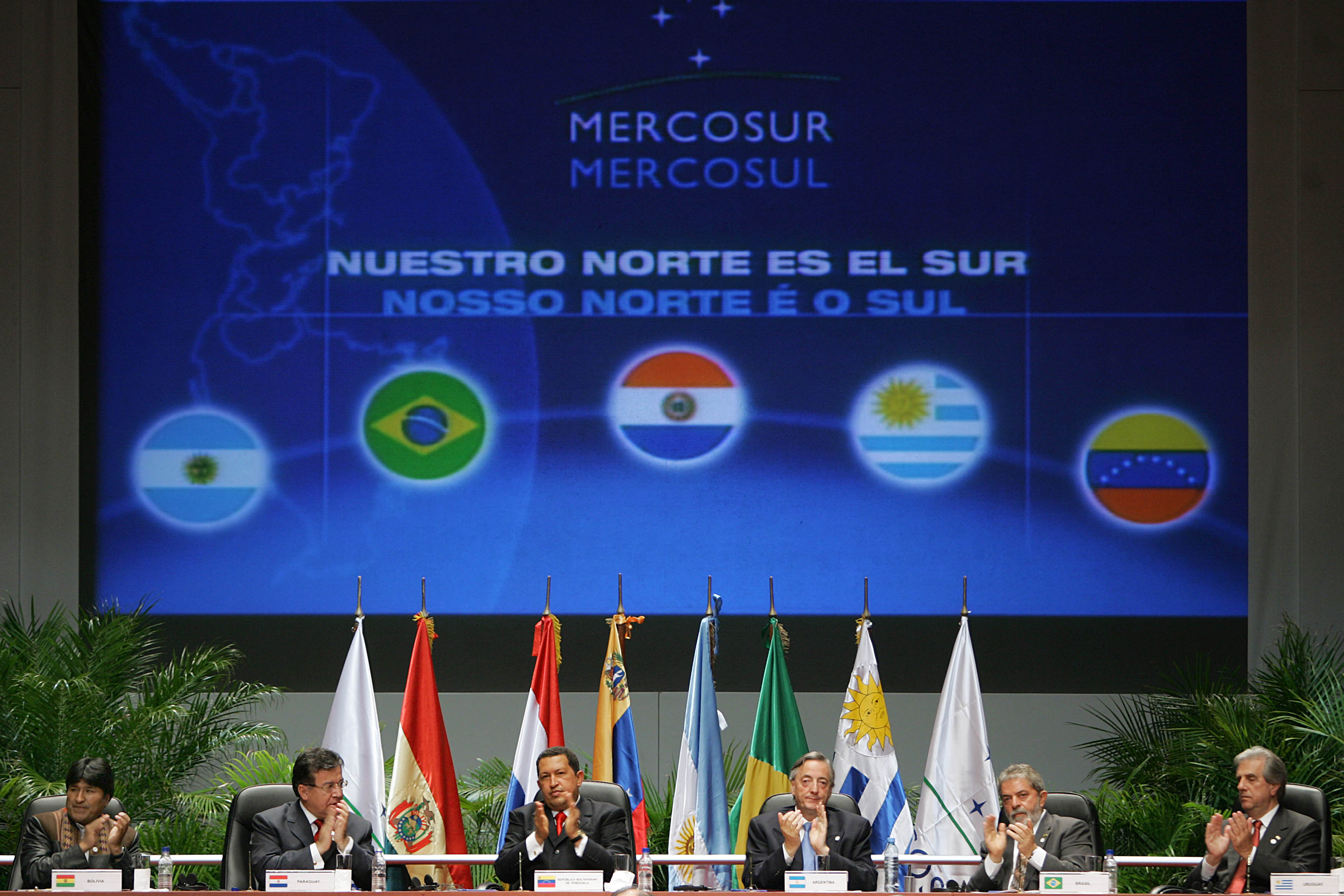
El Mercosur és exemple d'àrea de lliure comerç entre països del con sud.

Una àrea de lliure comerç està integrada per un grup específic d'Estats que han acordat eliminar els aranzels, quotes i preferències a la majoria (o tots) els béns comerciats entre ells. Tanmateix, cada estat membre de l'àrea conserva el dret d'aplicar polítiques diferents amb els estats que no en són membres. Es considera una de les etapes de la integració econòmica.
A diferència de la unió duanera, els membres de l'àrea de lliure comerç tenen polítiques comercials diferenciades amb els estats que no en són membres; és a dir, un estat membre d'una àrea de lliure comerç pot negociar acords comercials preferencials unilaterals amb altres estats no membres i fins i tot pot pertànyer a dues àrees diferents de lliure comerç alhora. Per tal d'evitar l'evasió amb la reexportació de productes (p. ex. si un estat importa béns d'un estat no membre amb el qual té una política preferencial o de lliure de comerç i després reexporta als estats membres de la seva àrea de lliure comerç) els membres han d'establir un sistema de certificació anomenat "Regles d'Origen" que estableixen la composició mínima de materials locals i llur transformació en el valor final del béns. Els béns que no compleixen els requeriments mínims no es consideren béns locals i són subjectes als imposts a les importacions dels estats no membres.
Les àrees de lliure comerç són el resultat dels acords de lliure comerç entre dos o més estats. El propòsit dels acords és beneficiar-se de l'especialització, la divisió del treball i del concepte de l'avantatge comparatiu. La teoria de l'avantatge comparatiu proposa que en un mercat sense restriccions i en equilibri cada factor de producció s'especialitzarà en l'activitat en la qual té avantatge comparatiu (però no pas absolut). Segons aquesta teoria, el resultat final serà l'increment del benestar de tots els participants, encara que al començament un estat sigui més gran i més productiu que l'altre. No obstant la teoria es refereix a la riquesa o benestar afegit, però, no prediu la distribució interna de la riquesa. Encara que els guanys totals són majors a les pèrdues, hi existeixen indústries locals que podrien ser afectades pel lliure comerç.